# Etziken
Etziken é uma comuna da Suíça, situada no distrito de Wasseramt, no cantão de Soleura. Tem 3,38 km² de área e sua população em 2018 foi estimada em 881 habitantes.